# L (Death Note)
L Lawliet (エル・ローライト Eru Rōraito?), känd under mononymen L (エル Eru?), är en fiktiv karaktär från Tsugumi Ohbas manga-, anime- och filmserie Death Note. I berättelsen anses L vara världens främsta detektiv, vars identitet är okänd innan berättelsen äger rum, då han aldrig har avslöjat sig för allmänheten. L tar sig an Kira-fallet för att hitta mördaren som går under pseudonymen Kira, och som besitter förmågan att döda personer genom att skriva ned deras namn i det magiska Death Note-häftet. L träffar Kira, en tonåring vid namn Light Yagami, och blir fast besluten att finna bevis mot honom. Karaktären L porträtteras av Kappei Yamaguchi i animen, och av Ken'ichi Matsuyama i spelfilmerna Death Note, Death Note: The Last Name och L: Change the World. Han röstskådespelas av Alessandro Juliani i de engelska versionerna av både animen och spelfilmerna.
L:s design gjordes av Takeshi Obata. Hans design gjordes för att vara Lights antagonist, med sitt utseende i kontrast till Lights. I L:s första framträdanden, där han inte syntes, var han tänkt att vara en stilig ung man. Sedan sin introduktion i serien, har L fått beröm av olika manga- och animepublikationer, där man mest gav kommentarer på hans personlighet. Matsuyamas porträttering av L, liksom Julianis röstskådespeleri, har också varit ämne för recensioner.

## Skapande och koncept
Tsugumi Ohba, seriens manusförfattare, skapade L som en representant för rättvisan, och med idén om en "superdetektiv" som står mellan Light och Lights mål, och som för handlingen framåt. Ohba trodde att berättelsen inte skulle vara lika intressant om L vore mycket äldre än Light, så han gjorde L till en ung vuxen. Han ville ge L ett namn bestående av bara en bokstav; han funderade på "I" och "J", men beslutade efter noggrann övervägning att de inte var lika bra som "L". L:s alias "Ryuzaki" gavs då "Ryuzaki"s begynnelsebokstav, "R", uttalas likadant som "L" på japanska.
Ohba sade att han lämnade över allt rörande L:s karaktärsdesign till Takeshi Obata, seriens illustratör. Obata frågade Ohba om L kunde få vara "oattraktiv". Efter att Obata hade designat L, skrev Ohba ned idéer i sina storyboards, som inkluderade L:s speciella sätt att sitta, "han är engelsk" och "han är apatisk", och även detaljer angående L:s vanor, och hans stora intresse för sötsaker. Obata har kommenterat att L inte hade sina påsar under ögonen i Ohbas storyboards, och hade ett "enkelt, uttryckslöst ansikte". Obata tecknade L som en "attraktiv ung man" tills kapitel 11, där L dök upp personligen för första gången. Det var då han bestämde sig för att ge L:s design en kontrast gentemot Lights, vilket Ohba höll med om.
Obata sade att, under de tidiga kapitlen i mangan, var han rädd att L:s design skulle få honom att se "så misstänkt ut att Light direkt skulle veta att det var L om de träffades". När Obatas redaktör sade till honom att han ville att L skulle ha ett ansikte som "såg coolt ut beroende på kameravinkeln", lade Obata till svarta påsar under ögonen på L. Utöver det, så lade Obata till ett "döda ögon"-koncept som involverade att L nästan inte hade några ögonbryn alls, och svarta ögon. Obata sade att svarta ögon kan få en karaktär att se tokigare ut, medan påsarna under ögonen förstärker karaktärens stirrande blick. Han sade också att designen väcker "en känsla av mysterier", och att läsare inte kan förutsäga L:s innersta tankar. Dessutom påstod han att påsarna under ögonen drar till sig spekulation om L:s livsstil och förflutna, och att han därmed fann dem användbara. Obata designade L med en enkel, vit långärmad tröja och jeans, för att framföra idén om att L inte lägger ned någon kraft på att välja kläder. I boken Death Note 13: How to Read presenterade Ohba en tidig skiss av L, och sade att med det "coola ansiktsuttrycket" och utan påsarna under ögonen, såg han ut som en helt annan person.
Obata sade att han tycker att L:s karaktärsdrag avslöjades bäst genom att göra det gradvis. Han sade att om han hade tecknat L ätande "berg av sötsaker" innan L:s ansikte avslöjats, så hade läsare inte tyckt att han hade särskilt mycket trovärdighet som "superdetektiv", och folk skulle ha undrat om L var galen. Både Ohba och Obata hade L som favoritkaraktär från serien. Ohba kallade honom den starkaste karaktären i serien, tillsammans med Light, medan Light var det på grund av "utseende, personlighet, allting". Obata sade att han själv aldrig skulle kunna ha skapat L, och att han gillade att teckna honom.
L:s kampsportsstil har kallats lik capoeira; Obata sade att han inte tänkte på detta när han tecknade L:s slagsmålsscener, utan bara försökte komma på mest effektiva metoden att sparka någon medan man har handbojor på sig. Han lade till att om stilen liknade capoeira så "lägger det till ännu ett element till serien", och att "det gör honom glad". När Obata designade färgomslagen till böckerna så utsåg han olika färger till karaktärerna för att "få till den rätta atmosfären", och valde guld åt L.

### Filmatisering
Shūsuke Kaneko, Death Note-filmernas regissör, ansåg att L:s roll var svårast att tilldela; när filmningen skulle ske var många av de stora skådespelarna upptagna med andra projekt. Kaneko tillsatte Ken'ichi Matsuyama, som var "en nykomling".
Matsuyama kände svårigheter för att porträttera L, och oroade sig för sina prestationer. Matsuyama porträtterade L som om han "inte riktigt förstår andra på en känslomässig nivå", då L sällan interagerar med andra. Matsuyama, som beskriver sig själv som "inte särskilt fysiskt flexibel", mötte svårigheter i att härma L:s hållning. Matsuyama sade att han och Tatsuya Fujiwara, i rollen som Light, gick så totalt in i sina roller att de inte talade med varandra medan de var på scen; när filmningen var avslutad brukade de gå ut för "ett glas eller två" och prata.

## Framträdanden

### IDeath Note
L, som också använder sig av aliasen Hideki Ryuga (流河 旱樹 Ryūga Hideki?), Ryuzaki (竜崎 Ryūzaki?), Eraldo Coil (エラルド＝コイル Erarudo Koiru?), och Deneuve (ドヌーヴ Donūvu?) - under de två senare anses han vara världens andra och tredje bästa detektiver - är ganska hemlighetsfull, och kommunicerar bara med omvärlden genom sin assistent Watari. Han visar aldrig sitt ansikte för världen, utan låter istället ett "L" i typsnittet Cloister Black representera honom. Hans riktiga namn, L Lawliet, avslöjas bara i guideboken Death Note 13: How to Read. När han blev tillfrågad om L:s etnicitet, svarade Ohba att han tänker på L som "en fjärdedel japansk, en fjärdedel engelsk, en fjärdedel rysk och en fjärdedel fransk eller italiensk". Efter att L träffat Kira-utredningslaget, begär han att de kallar honom Ryuzaki på grund av diskretion. Ohba har sagt att L är den smartaste karaktären i serien för att handlingen kräver det. Han tillade att han själv ser L som "lite ond".
L:s slappa, ovårdade utseende döljer hans stora förmågor för slutledning och insikt. Han brukar försöka förutsäga allt som han kommer i kontakt med, och är väldigt pedantisk och analytisk. Han har ett antal särdrag, såsom att hellre huka sig än att sitta, att bara äta sötsaker såsom desserter och frukter, och att hålla i föremål mellan tummarna och pekfingrarna. L har bott i England i fem år, och var under den tiden juniormästare i tenniscupen England Junior Cup. I kapitel 38 i mangan antyder L att, trots att han bara äter sötsaker är han underviktig då hjärnan är det av kroppens organ som förbrukar flest kalorier. Han säger också att om han sitter normalt, så sjunker hans slutledningsförmåga med 40 %. När L ger ut en sannolikhetshalt för att en misstänkt har begått ett brott, som "fem procent", så menar han egentligen över 90 %; Ohba sade om L att "sanningen är att han är en lögnare".
L misstänker tidigt i utredningen att Light Yagami är Kira, men kan inte få tag på något konkret bevis. I ett flertal situationer verkar Light genom omständigheterna bevisas oskyldig, medan L är skeptiskt till det. Efter att ha hittat en annan man som också har ett Death Note-häfte, lurar Light Rem, Shinigamiägaren till ett Death Note-häfte som hon ger till Misa Amane, att döda L med häftet, då Light påstår att Misas liv står på spel. Det sista L ser innan han dör är Light som triumferande hånler över honom, och i sitt sista ögonblick så bekräftar L för sig själv att Light faktiskt är Kira.
Death Note 13: How to Read beskriver i Death Note-yonkoman L som "innehavaren av världens största hjärna", och innehavare av "den kraftfulla förmågan att bete sig som en dåre". Death Note 13: How to Read tillägger att i yonkoman är L som gjord för att drivas med.

### I spelfilmerna
L behåller flera av sina karaktärsdrag i spelfilmsadaptionen av mangan, där han porträtteras av Ken'ichi Matsuyama. Till skillnad från mangan och animen, så dör han inte av att Rem skriver hans namn i sitt Death Note-häfte; L har redan skrivit sitt eget namn i Misas Death Note-häfte tidigare. Detta är en självuppoffring, för att kunna överleva den tid då han räknat med att Light skulle försöka döda honom, och låta utredningslaget anhålla Light. Efter att Ryuk har dödat Light, erbjuder han att ge Lights Death Note-häfte till L, vilket L tackar nej till. Tjugotre dagar efter att L skrivit sitt namn i Death Note-häftet, och efter att ha bränt upp alla kvarvarande häften, dör L fridfullt medan han äter en chokladkaka.
I L: Change the World, som utspelar sig under de 23 dagar som L har kvar innan han dör, bestämmer sig L för att lösa ett sista fall. Han är ansvarig för ett uppdrag för att förhindra att ett dödligt virus sprider sig över världen. L träffar dottern till en doktor som arbetade för att hitta ett botemedel, och en pojke som var den enda överlevande i en by som förgjordes av viruset; efter att ha löst fallet tar han med sig pojken till Wammys barnhem, och ger honom namnet Near. På grund av att L hade skrivit sitt eget namn i Death Note-häftet, och specificerat hur och när han skulle dö, så smittas inte av viruset, och använder det till sin fördel.
Hideo Nakata, regissören till L: Change the World, berättade för The Daily Yomiuri att han ville visa L:s mänskliga sida, något som inte visades i Death Note-serien.

### IDeath Note: Another Note
I romanen Death Note: Another Note The Los Angeles BB Murder Cases hjälper L agenten Naomi Misora att lösa en mordgåta. Hon rekryterades av L då hon var tjänstledig från FBI.